# 노종현
노종현(1993년 1월 16일 ~ )은 대한민국의 배우이다.

## 학력
- 신남초등학교 (졸업)
- 부산강서고등학교 (졸업)
- 동국대학교 연극학부 (재학)

## 출연작

### 드라마
- 2017년 tvN 월화드라마 《이번 생은 처음이라》 - 윤지석 역
- 2018년 OCN 월화드라마 《쇼트》 - 맹만복 역
- 2018년 OCN 주말드라마 《라이프 온 마스》 - 조남식 역
- 2019년 tvN 주말드라마 《로맨스는 별책부록》
- 2019년 tvN 월화드라마 《사이코메트리 그녀석》 - 이대봉 역
- 2019년 OCN 주말드라마 《타인은 지옥이다》 - 강석윤(래퍼) 역
- 2020년 tvN 단막극 《드라마 스테이지 - 블랙아웃》 - 대리운전 기사 역
- 2020년 MBC 수목드라마 《꼰대인턴》 - 주윤수 역
- 2020년 JTBC 화요드라마 《라이브온》 - 도우재 역
- 2023년 TVING 《방과 후 전쟁활동》 - 장영훈 역
- 2023년 MBC 《열녀박씨 계약결혼뎐》- 이석주 역
- 2024년 Xclusive 《BEGINS ≠ YOUTH》 - 민세인 역
- 2024년 OCN 단막극 《O'PENing - 수령인》 - 고은혁 역
- 2025년 MBC 《언더커버 하이스쿨》- 이준호 역

### 영화
- 2019년 《이상한 나라의 수학자》- 조연 - 딸봉